# Eta Boötis
Eta Boötis (Muphrid, Ramih al Ramih, Lancea Lanceator, 8 Boötis) é uma estrela na direção da constelação de Boötes. Possui uma ascensão reta de 13h 54m 41.12s e uma declinação de +18° 23′ 54.9″. Sua magnitude aparente é igual a 2.68. Considerando sua distância de 37 anos-luz em relação à Terra, sua magnitude absoluta é igual a 2.41. Pertence à classe espectral G0IV.